# Monte Giovo
Der Monte Giovo ist ein 625 m s.l.m. hoher Berg in den Gardaseebergen im Trentino.

## Geographie

### Lage
Der Monte Giovo ist der nordöstliche Ausläufer des zur Kette des Monte Baldo gehörenden Monte Altissimo di Nago (2078 m s.l.m.). Er grenzt im Norden bei Mori an das Valle del Cameras. An der flach abfallenden Westseite liegt der zur Gemeinde Brentonico gehörende Ort Castione, der vom Monte Giovo durch den vom Rio Rocco durchflossenen Taleinschnitt abgegrenzt wird. An der steileren Ostseite befindet sich die Ortschaft Besagno, die wie Sano im Nordwesten und Tierno im Nordosten Ortsteile von Mori sind. Zu Füßen des Monte Giovo befindet sich bei Sano die Grotta del Colombo, eine kleine Tropfsteinhöhle, in der Paolo Orsi Ende des 19. Jahrhunderts einen archäologischen Fundplatz aus der Bronzezeit entdeckte.

### Geologie
Der Monte Giovo liegt am Rande einer Verwerfung zwischen Vulkaniten und Sedimentgesteinen. Das westlich gelegene Castione ruht auf einem Basaltstock, während der Westhang des Monte Giovo aus Sedimenten besteht. Letztere bildeten sich im Jura heraus, als dieser Bereich eine von einem seichten und warmen Meer umspülte Meeresplattform bildete, die reich an benthonischen Lebewesen war.
Es finden sich deshalb am Monte Giovo verschiedene Gesteinsformationen, die auf diesen Ursprung zurückzuführen sind. Darunter oolithische Kalksteine in der von Ernst Wilhelm Benecke 1866 bestimmten Fazies Oolith von Capo San Viglio, benannt nach dem Ort Punta San Vigilio am Gardasee, auch als gelber oolithischer Kalk bezeichnet. Anzutreffen ist auch der Rosso Amonitico, der als Naturwerkstein unter anderem als Veroneser Marmor bekannt ist.

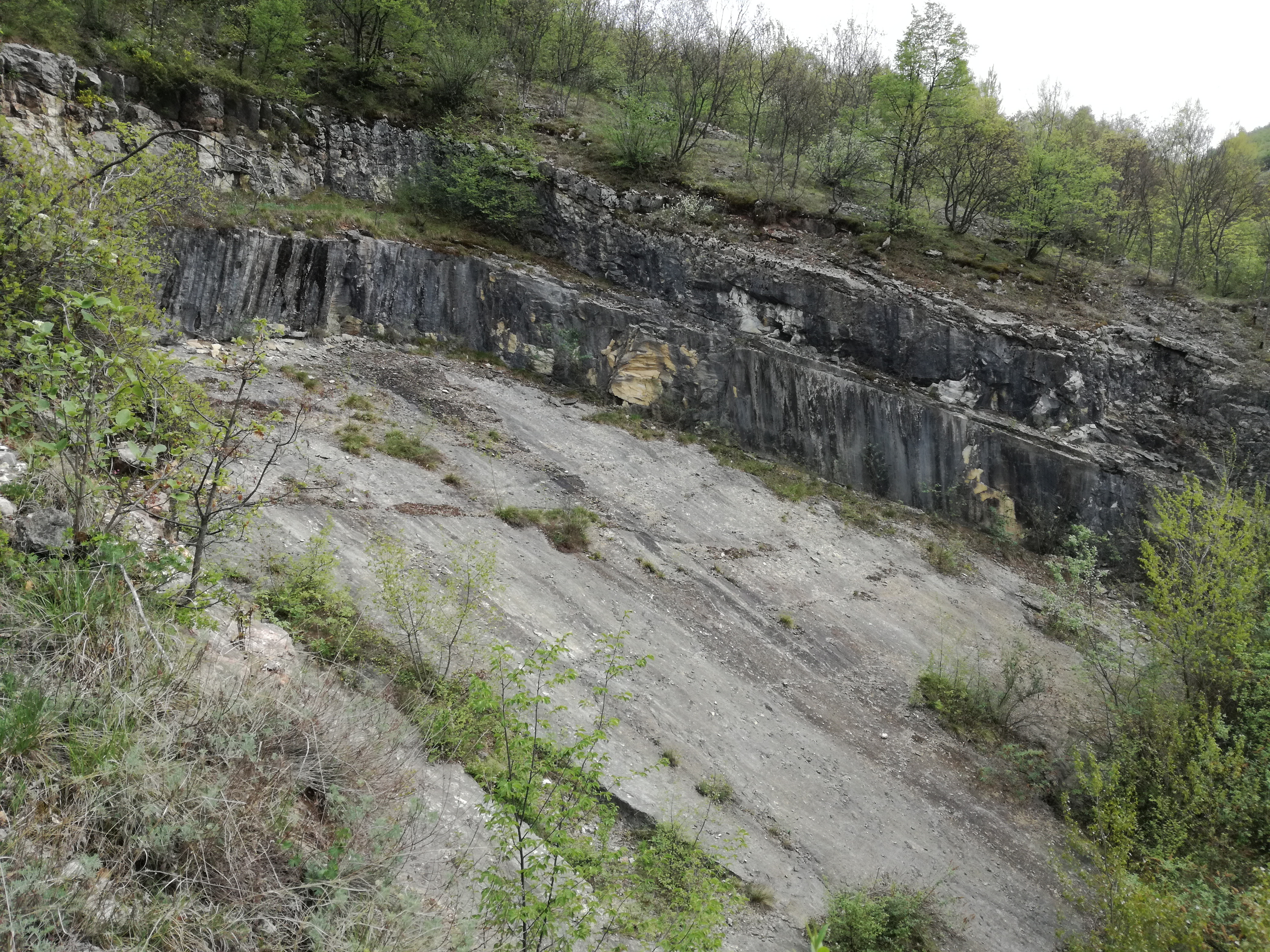
Aufgelassener Marmorsteinbruch am Monte Giovo bei Castione

## Marmorabbau
Der Marmorabbau am Monte Giovo lässt sich erstmals während der Renaissance belegen, als der Adel mit dem sogenannten Marmor aus Castione seine Paläste ausschmückte. So griff beispielsweise Federico II. di Gonzaga für den Bau des Palazzo del Te in Mantua Anfang des 16. Jahrhunderts auf diesen Naturwerkstein zurück.
Während des Barock stieg die Nachfrage an Marmor stark an, der insbesondere in Kirchen vor allem für Altäre verbaut wurde. In dieser Zeit entstanden aus den in Castione beheimateten Steinmetzen einige bedeutende Bildhauerwerkstätten, deren bekanntester Vertreter Cristoforo Benedetti (1657–1740) war und der mit seinen Arbeiten zur Bekanntheit des am Monte Giovo gebrochenen Marmors beitrug. Mitte des 17. Jahrhunderts waren in den Steinbrüchen und Werkstätten bis zu 200 Personen beschäftigt. Mit dem Übergang zum Klassizismus ließ auch die Nachfrage an Marmor langsam nach. Bis zum Ersten Weltkrieg arbeiteten aber immer noch etwa 70 bis 80 Menschen in den Steinbrüchen am Monte Giovo. In der Folgezeit verpasste man es die Abbaumethoden zu modernisieren, so wurde erst in den 1950er Jahren auf Seilsägen zurückgegriffen und ab 1980 Sprengstoff eingesetzt, kurz bevor die letzten zwei Steinbrüche in der Mitte der 1980er Jahre stillgelegt wurden. Vor der Stilllegung wurden etwa 1500 t im Jahr ausschließlich für die industrielle Nutzung in der Baubranche abgebaut.

### Sorten
Beim Marmor aus Castione handelt es sich petrografisch gesehen um verschiedene Kalksteinarten, die in mehreren Perioden des Jura und der Kreide entstanden sind. Die Ablagerungen bestehen aus Mikrit und Sparit mit unterschiedlichen biogenen Elementen, darunter Oolithe, Ammoniten, Schnecken, Brachiopoden oder Muschelschalen.

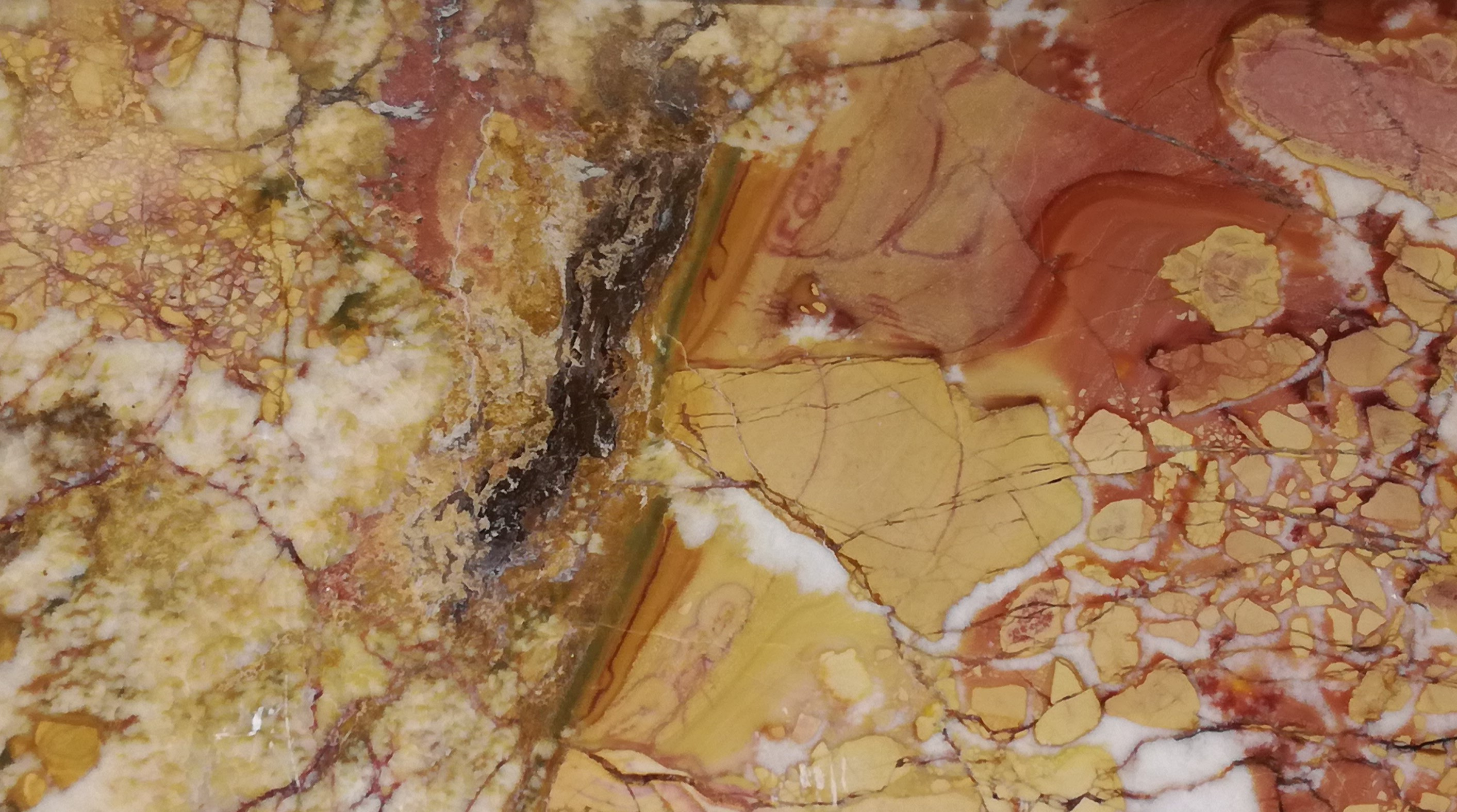
Mischio di Valcaregna

Am Monte Giovo wurden fünf verschiedene Naturwerksteine abgebaut, wobei aufgrund von Farbabweichungen in einigen Fällen noch Varianten des gleichen Werksteins bekannt sind.
- Biancone di Castione, milchig weißer Naturwerkstein. In den Varianten Biancone delle Vigne, Bianco di Lavezzano, Bianco ordinario oder Bianco scuro venato.
- Turchino, perlgrauer Werkstein gelegentlich mit weißen und gelben Einlagerungen. Galt als qualitativ hochwertiger und gesuchter Stein.
- Giallo di Castione oder Giallo del Monte Giovo, goldgelber Werkstein mit hellen Texturen. Ähnelt dem bei Mori abgebauten Giallo di Mori. Wurde in einer helleren Variante als Canarino bezeichnet.
- Mischio di Valcaregna, mehrfarbiger Werkstein überwiegend goldgelb mit violetten, roten, rosa und grauen Texturen. War der am meisten gesuchte Werkstein am Monte Giovo, 1903 gab es noch drei Steinbrüche, an denen dieser Stein gebrochen wurde. Gelegentlich auch als Macchia di Valcaregna oder Marmo di Brentonico bezeichnet.
- Ziresol, Werkstein in verschiedenen Rottönen mit hellgrauen Texturen fossilen Ursprunges. Ist wie der nachfolgende Stein eine Variante des Rosso Ammonitico.
- Brodefasoi, mehrfarbiger überwiegend dunkelroter Werkstein mit rosa, roten, gelben, weißen oder grauweißen Texturen.[6]

## Stützpunkt Monte Giovo

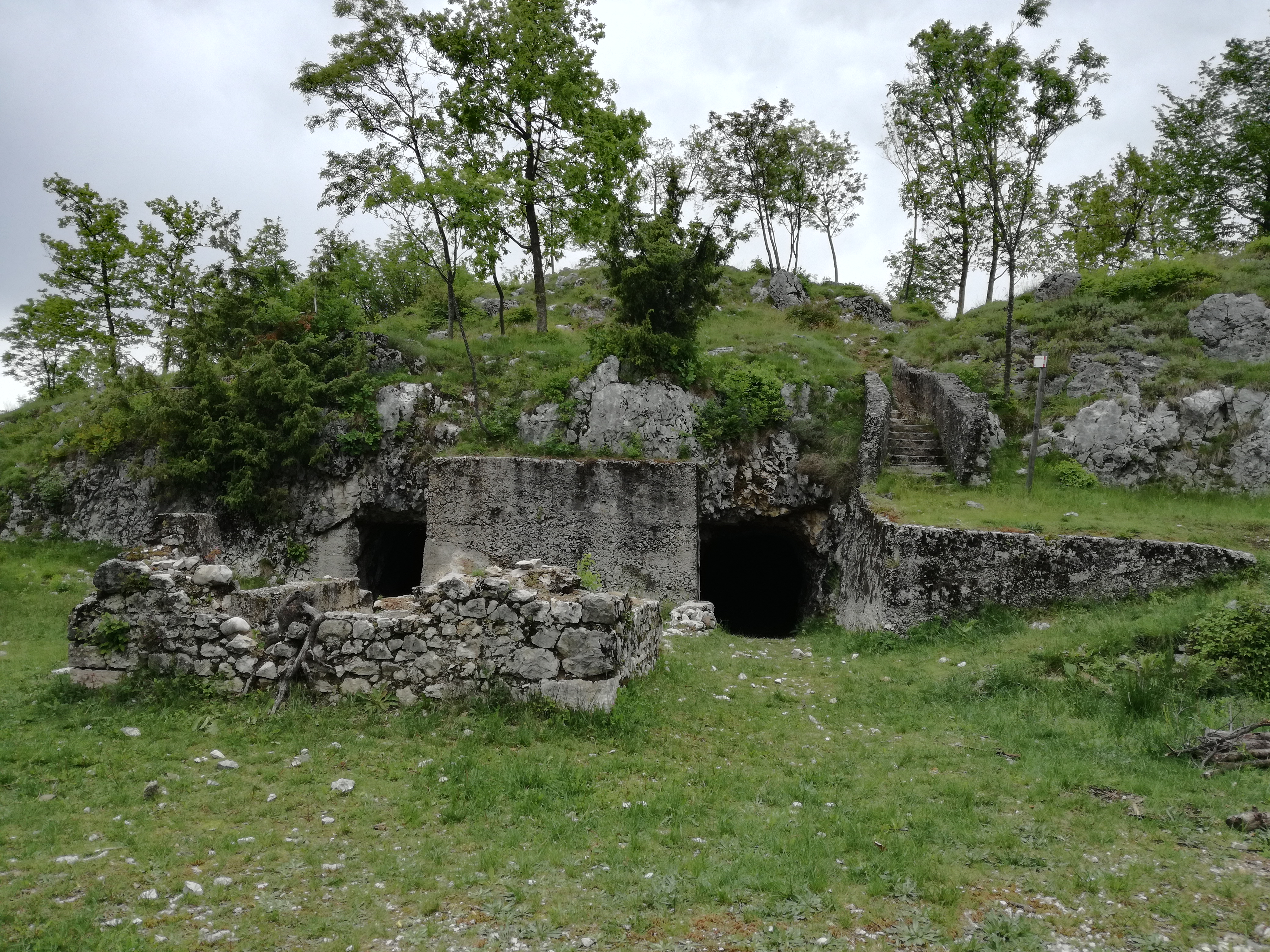
Ehemalige Kriegsstellungen am Monte Giovo

Während des Ersten Weltkrieges wurde der Monte Giovo von der italienischen Armee stützpunktmäßig ausgebaut. Er lag den österreichisch-ungarischen Linien auf der gegenüberliegenden Talseite des Valle del Cameras genau gegenüber, auf denen sich die k.u.k. Armee aus taktischen Gründen nach dem Kriegseintritt Italiens im Mai 1915 zurückgezogen hatte. Die italienischen Truppen besetzten das von Österreich-Ungarn geräumte Gebiet nur zögerlich und erreichten den Monte Giovo gegen Ende Oktober, Anfang November 1915.
Aufgrund seiner beherrschenden Lage, von der man das Cameras-Tal bis zum Lago di Loppio sowie das Etschtal bis nach Calliano einsehen konnte, wurde der Monte Giovo kurze Zeit nach seiner Besetzung durch Einheiten des 113. italienischen Infanterieregiments der Brigade Mantua zu einem Stützpunkt ausgebaut. Letzterer entstand auf einer dem Hauptgipfel nördlich vorgelagerter Kuppe, als Kote 609 bezeichnet. Dort wurden ausbetonierte Schützengräben halbkreisförmig mit Maschinengewehr- und Artilleriestellungen angelegt. Im Laufe des Krieges wurden unter die Kuppen Stollen vorangetrieben, die zum einen als bombensichere Unterstände dienten und zum anderen einen geschützten Zugang in die Kampfstellungen ermöglichten. Diese Stollen besaßen außerdem mehrere kavernierte Geschützstellungen, die Richtung Westen, Norden und Osten ausgerichtet waren.
Der Stützpunkt wurde wiederholt zum Ziel der österreichisch-ungarischen Artillerie und während der Frühjahrsoffensive auch infanteristisch im Zuge eines Scheinangriffes angegriffen, ohne dass es dabei aber zu Veränderungen im Frontverlauf gekommen wäre.
Die ehemaligen Kriegsstellungen wurden zum Zentenar des Ersten Weltkrieges von der Vegetation und vom Schutt befreit und sind Teil eines historischen Rundwanderweges entlang der ehemaligen Frontlinien im Valle del Cameras.